# Selaginella chiapensis
Selaginella chiapensis är en mosslummerväxtart som beskrevs av Alan Reid Smith. Selaginella chiapensis ingår i släktet mosslumrar, och familjen mosslummerväxter. Inga underarter finns listade i Catalogue of Life.